# Военно-воздушные силы Гвинеи
Военно-воздушные силы Гвинеи — вид войск вооружённых сил Гвинеи.

## История
Создание инфраструктуры для размещения и технического обслуживания авиации на территории в границах Гвинеи началось до начала второй мировой войны, когда она являлась "территорией" в составе Французской Западной Африки.
Вооружённые силы были созданы после получения независимости от Франции 2 октября 1958 года,
После победы Кубинской революции в январе 1959 года США прекратили сотрудничество с правительством Ф. Кастро, ввели санкции против Кубы и стремились воспрепятствовать получению Кубой помощи из других источников. В результате, началось развитие сотрудничества Кубы с СССР и другими социалистическими государствами. В июле 1962 года в Гаване было подписано советско-кубинское соглашение о воздушном сообщении, однако под давлением США ни одна западноевропейская страна не дала согласия на пролёт советских самолётов гражданской авиации через её воздушное пространство для совершения полётов на Кубу. В итоге, было подписано соглашение о сотрудничестве СССР с Гвинеей - и рейсы советских самолётов осуществляли с промежуточной посадкой в Гвинее, по маршруту Москва — Конакри — Гавана.
СССР оказал помощь в реконструкции аэродрома в Конакри и его превращении в международный аэропорт, а также в организации воздушного транспорта страны.
В 1970 году военно-воздушные силы насчитывали 100 человек.
Начались поставки техники и вооружения. Первыми летательными аппаратами стали 10 истребителей МиГ-17Ф и два учебно-тренировочных МиГ-15УТИ. В ту же эпоху были поставлены транспортные самолёты Ан-2, Ан-12, Ан-14, Ил-14 и Ил-18В, а также поступили на вооружение вертолеты Ми-4. Другие поставки восточного блока включали три реактивных тренажера Aero L-29, шесть самолётов Як-11, а Румыния предоставила лицензированные IAR-316 Alouette III и два транспортных вертолета IAR-330L Puma.
Подразделения ВВС в основном базировались в аэропорту Конакри-Гбессия, но некоторые из них были рассредоточены на втором аэродроме, построенном кубинскими инженерами близ Лабе в 1973 году.
Дальнейшая советская помощь была запрошена, когда аэропорт Конакри был открыт для использования советской военно-морской авиацией, что привело к поставке восьми МиГ-21ПФМ и МиГ-21У в 1986 году для замены оставшихся МиГ-17.
В 2003 году военно-воздушные силы насчитывали 800 человек и 8 боевых самолётов.
В апреле 2007 года во время военных учений один МиГ-21 разбился на окраине столицы.
11 февраля 2013 года в районе города Шарлевиль в Либерии разбился самолёт CASA CN-235-200 ВВС Гвинеи с военной делегацией Гвинеи
6 августа 2019 года после вылета из столичного аэропорта упал в Атлантический океан и затонул вертолёт ВВС Гвинеи.
В 2023 году начались переговоры между Гвинеей и Россией по вопросу о возможности ремонта и модернизации имеющейся в Гвинее советской техники (в том числе, самолётов МиГ).

## Современное состояние
По состоянию на начало 2022 года военно-воздушные силы насчитывали 800 человек, три реактивных истребителя МиГ-21, четыре транспортных самолёта (два Ан-2 и два «Тетрас»), четыре боевых вертолёта Ми-24, пять многоцелевых вертолётов (два MD-500MD, два Ми-17 и один SA342K «Gazelle») и два транспортных вертолёта (один SA.330 «Пума» и AS.350B).